# Автошлях Т 2002
Автошлях Т 2002 — автомобільний шлях територіального значення в Тернопільській та Хмельницькій областях. Проходить територією Тернопільського, Підволочиського, Гусятинського, Чортківського, Борщівського та Кам'янець-Подільського районів через Тернопіль — Скалат — Жванець. Загальна довжина — 175,1 (181) км.